# Vila Chã (Vila do Conde)
Vila Chã ist eine Gemeinde im Nordwesten Portugals.

## Geschichte
Erstmals erwähnt wurde der Ort in einer Schenkungsurkunde aus dem Jahr 1033. Die Gemeinde wird in den königlichen Registern des Jahres 1258 mit zwei Ortschaften in ihrem Gebiet geführt, Vila Chã und Mirance (Mirante). Das Gebiet gehörte der Schule der Gesellschaft Jesu in Braga, später der Universität Coimbra.
Die Gemeinde Vila Chã gehörte seit Beginn zum Kreis Maia, bis es im Zuge der zahlreichen Verwaltungsreformen nach der Liberalen Revolution 1820 und dem folgenden Miguelistenkrieg (1832–1834) im Jahr 1836 dem Kreis Vila do Conde angegliedert wurde.

## Verwaltung
Vila Chã ist Sitz einer gleichnamigen Gemeinde (Freguesia) im Kreis (Concelho) von Vila do Conde im Distrikt Porto, besitzt eine Fläche von 4,8 km² und hat 3404 Einwohner (Stand 19. April 2021).
Folgende Ortschaften bzw. Ortsteile liegen im Gemeindegebiet:
- Facho
- Lavandeira
- Praia (Strand von Vila Chã)
- Rio da Igreja
- Rio da Gândara
- Vila Chã (Ortskern)

## Verkehr
Mit der Haltestelle Modivas Centro/Vila Chã der Linie B ist die Gemeinde an das Stadtbahnsystem Porto angeschlossen. Zudem ist die Gemeinde in das Busnetz der Sociedade de Transportes Colectivos do Porto eingebunden.
Die Autobahn A28 kreuzt die Gemeinde, nächste Abfahrt ist Modivas.